# Melanaspis pedina
Melanaspis pedina är en insektsart som beskrevs av Abraham Munting 1969. Melanaspis pedina ingår i släktet Melanaspis och familjen pansarsköldlöss. Inga underarter finns listade i Catalogue of Life.